# 神田の家
神田の家（かんだのいえ）は、東京都千代田区外神田二丁目十六番地、神田明神の隣にある千代田区指定有形文化財。文化財指定名称は「遠藤家旧店舗・住宅主屋」。神田鎌倉河岸の江戸時代から続く材木商の店舗兼住宅。

## 歴史
神田の家の家主である遠藤家は、江戸城築城のために鎌倉材木座から招集された材木商。神田の鎌倉河岸に店舗を設け、江戸城の立ち入りも許されていた。現在文化財となっている神田の家は昭和2年に建設され、高度経済成長期のビルの建設ラッシュが起こった昭和47年、遠藤家の府中の材木置き場に移築された。平成21年（2009年）千代田区から文化財指定を受け、神田明神の隣にある宮本公園に移築された。

## 平将門との関係
神田の家の先代の家主である遠藤達藏は、神田明神の氏子責任総代と、将門塚保存会の会長を務め、生涯をかけて平将門を崇敬した人物である。その為、土間には「将門」と書かれた色紙がかかっており、庭には平将門の娘滝夜叉姫とゆかりの深い蛙の置物が多数置いてある。また、京都の京都 神田明神の建立に尽力し、平成22年（2010年）より一般公開している。